# Louise von Ehrenstein

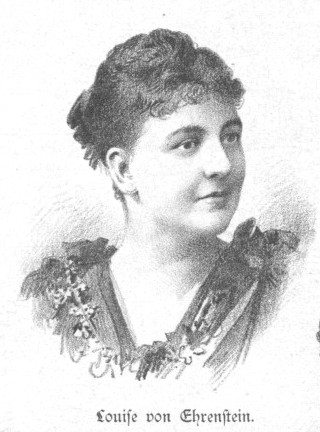
Louise von Ehrenstein 1891.

Louise von Ehrenstein, född 17 mars 1867 i Wien, död 13 februari 1944 i Wien, var en österrikisk operasångerska (sopran).
Fadern Friedrich Ehrenstein var generalintendent för österrikiska gendarmeriet. Som barn sjöng hon arior på operan och fick sin musikaliska utbildning av Selma Nicklass-Kempner. 1888 debuterade hon på Staatsoper Unter den Linden i titelrollen i Carmen, titelrollen i Mignon och som Marguerite i Faust, roller hon inövat tillsammans med Pauline Lucca. Sedan hon studerat Wagnersång för kompositörens egen brorsdotter Johanna Jachmann-Wagner, upptog hon genren i sin repertoar. Det var just som tolkare av Wagner hon nådde berömmelse.
1889–1901 uppträdde hon regelbundet på Wiener Hofoper, där hon bland annat hade huvudrollen i Litszts Legenden om den heliga Elisabeth. 1895 gästspelade hon på Teatro Regio i Turin som Brünnhilde i Nibelungens ring, 1896 gästspelade hon på Teatro alla Scala, 1898 besökte hon Spanien och Sydamerika och år 1900 spelade hon på Teatro di San Carlo i Neapel. Därutöver gästspelade hon på statsteatern i München, på ungerska statsoperan i Budapest och gestaltade Senta i Flygande holländaren på italienska på operan i Trieste.
Hon var gift med musikkritikern Joseph Königstein samt var syster till pianisten Giesela von Ehrenstein.